# Bundesstraße 307
De Bundesstraße 307 (afkorting: B 307) is een 90 kilometer lange bundesstraße, in drie gedeelten, in de Duitse deelstaat Beieren.
De bundesstraße ligt in  de regio Oberbayern en is de enige Duitse bundesstraße die twee korte stukken in Oostenrijk heeft.

## Routebeschrijving
De bundesstraße loopt in drie gedeelten van west naar oost langs de noordelijke Alpenrand. Hij is tussen Gmund am Tegernsee en Miesbach over 8 km en tussen het dorp Tatzelwurm en de Oostenrijkse grens bij Schleching over een lengte van ongeveer 25 km onderbroken.
Het westelijke gedeelte van ongeveer 44 kilometer, begint in Vorderriß en loopt  over de Sylvensteinspeicher, en over de Achenpas, langs de Weißach naar de Tegernsee en eindigt in Gmund am Tegernsee. Een stuk van ongeveer 300 m, evenals een ander stuk van ongeveer 1300 m, dat onderdeel is van de Oostenrijkse Achenseestraße (B181) liggen op Oostenrijks grondgebied.
Het middelste gedeelte van de bundesstraße, een stuk van ongeveer 34 kilometer, loopt van de rondweg van Miesbach, waar hij in afrit Miesbach aansluit op de B472, via Hausham, Schliersee, Bayrischzell en  Sudelfeld naar Oberaudorf.
Het oostelijk gedeelte van de bundesstraße, heeft een lengte van ongeveer 12 kilometer, en begint ten zuiden van Marquartstein. dit gedeelte loopt via Schleching naar de Oostenrijkse grens bij het Oostenrijkse dorp Kössen. Tussen Tatzenwurm en Marquartstein is een onderbreking van ongeveer 25 kilometer.
B2 · B2a · B2R · B3 · B4 · B4R · B8 · B10 · B11 · B12 · B13 · B13n · B14 · B15 · B15n · B16 · B17 · B18 · B19 · B20 · B21 · B22 · B23 · B25 · B26 · B26a · B27 · B28 · B28a · B29 · B30 · B31 · B31a · B32 · B33 · B33a · B34 · B35 · B36 · B37 · B38 · B38a · B39 · B44 · B45 · B47 · B85 · B89 · B131n · B173 · B276 · B278 · B279 · B285 · B286 · B287 · B289 · B290 · B291 · B292 · B293 · B294 · B295 · B296 · B297 · B298 · B299 · B300 · B301 · B302 · B303 · B304 · B305 · B306 · B307 · B308 · B309 · B310 · B311 · B312 · B313 · B314 · B315 · B316 · B317 · B318 · B319 · B340 · B378 · B388 · B415 · B425 · B426 · B462 · B463 · B464 · B465 · B466 · B467 · B468 · B469 · B470 · B471 · B472 · B491 · B492 · B500 · B505 · B512 · B523 · B532 · B533 · B535 · B588 · B999